# Бохикон
Бохикон (фр. Bohicon) — город в Бенине, агломерация Абомея.
Расположен в 9 км к востоку от Абомея на железнодорожной линии Котону — Параку и на главной автомагистрали Бенина RNIE 2, которая соединяется с RNIE 4.
Одна из 77 официальных коммун Бенина. Город расположен в 9 км от Абомея, коммуна разделена на округа: Бохикон 1, Бохикон 2, Содоме, Сакло, Пассангон, Уассао, Лиссезун, Гниджазун, Авогбана, Агонгоинто. Коммуна занимает площадь 139 квадратных километров и по состоянию на 2012 год её население составляло 149 271 человек.

## Климат
В Бохиконе довольно сухой тропический климат саванны (Köppen Aw) с продолжительным, но умеренным сезоном дождей с марта по октябрь и коротким сухим сезоном с ноября по февраль. Сезон дождей делится на два периода: более жаркая первая половина с марта по июнь и более прохладная и туманная вторая половина, на которую несколько влияет северное продолжение Бенгельского течения.

## История
Бохикон — молодой город. Его развитие относится к началу XX века. Развитие коммерческой деятельности вокруг железнодорожного вокзала Бохикон и центрального рынка способствовало возникновению города.
Первый район Аллахе, принадлежавший бывшей субпрефектуре Абомея. В 1973 году он был назначен субпрефектурой Бохикон, а затем округа Бохикон после административной реформы 1974 года. С началом децентрализации в Бенине в 2003 году она стала коммуной Бохикон.

## Галерея

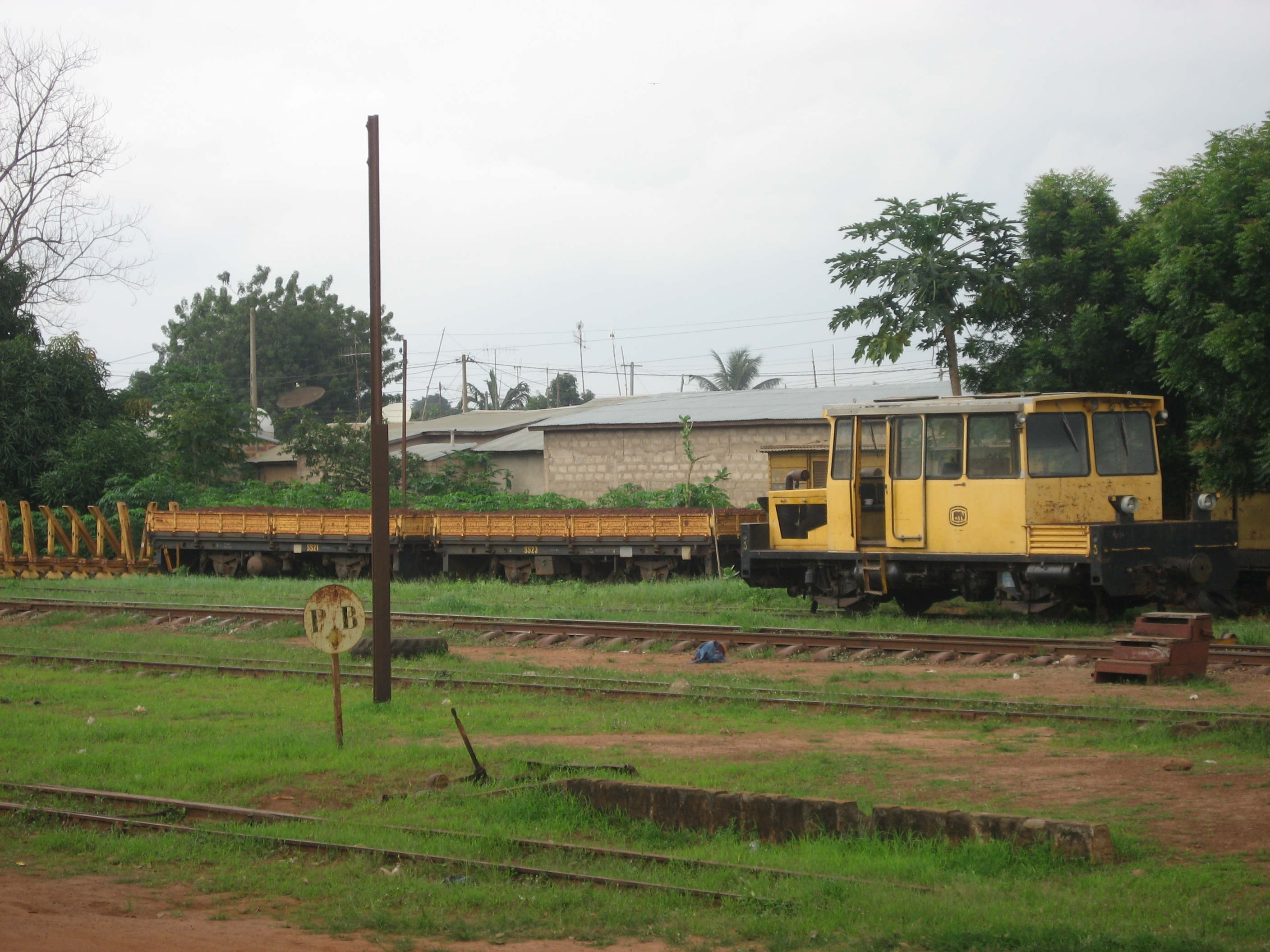
Железнодорожная станция
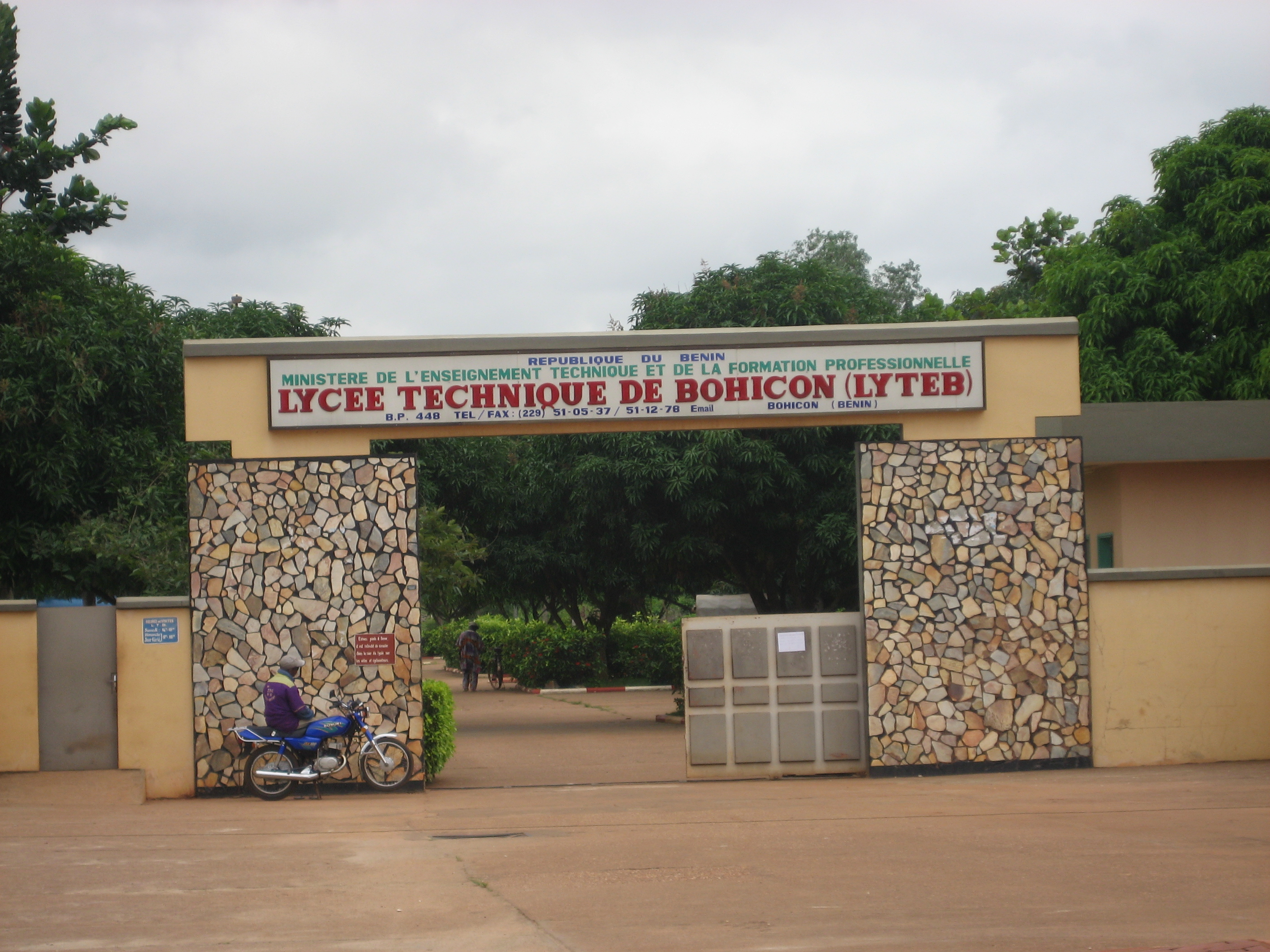
Технический лицей Бохикон
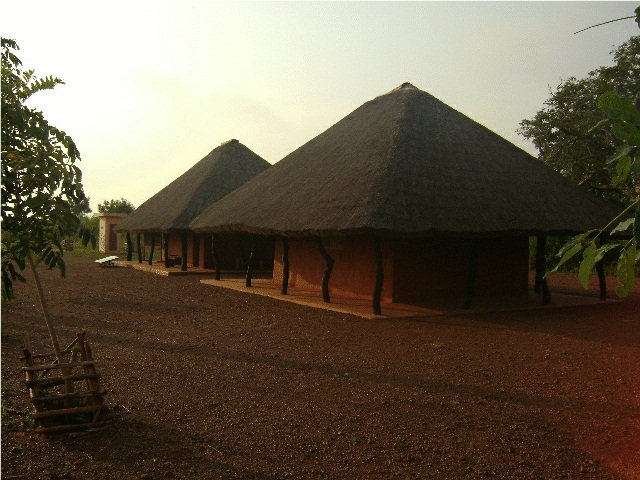
Вход в Археологический парк Агонгоинто
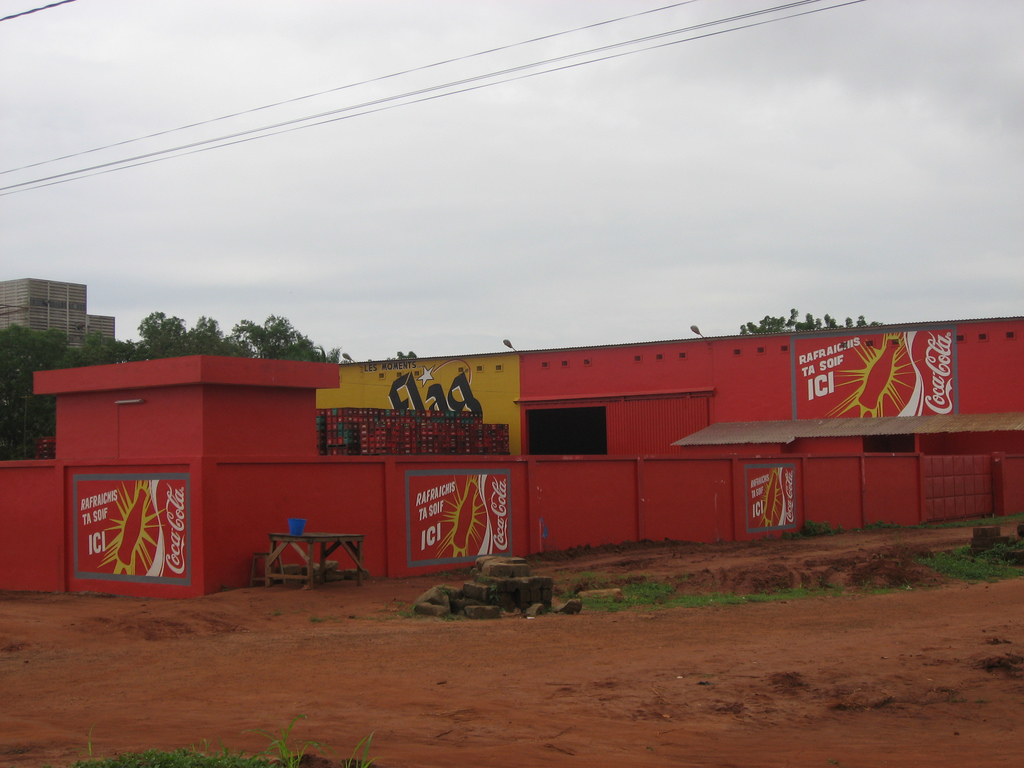
Активная реклама Coca-Cola